# Bilal Smida
Bilal Smida (en arabe : بلال صميدة) est un footballeur algérien né le 12 janvier 1981 à Tébessa. Il évoluait au poste d'attaquant.

## Biographie
Bilal Smida évolue en Division 1 avec les clubs du CR Belouizdad, de l'USM Annaba, du CA Batna, et de l'AS Khroub.
Avec l'équipe de Batna, il inscrit sept buts en première division algérienne lors de la saison 2005-2006.
Il dispute une quarantaine de matchs en première division.

## Palmarès
| CR Belouizdad - Coupe d'Algérie : - Finaliste : 2002-03 |  | USM Annaba - Champion d'Algérie D2 (1) : - Champion : 2006-07. |